# القوات الأمريكية في العراق
القوات الأمريكية في العراق (USF-I) (بالإنجليزية: United States Forces – Iraq) كانت القيادة العسكرية الأمريكية فرعية موحدة، وهي جزء من القيادة المركزية الأمريكية. كانت تتمركز في العراق على النحو المتفق عليه مع الحكومة العراقية بموجب اتفاقية بقاء القوات الأمريكية في العراق.

## الانسحابات

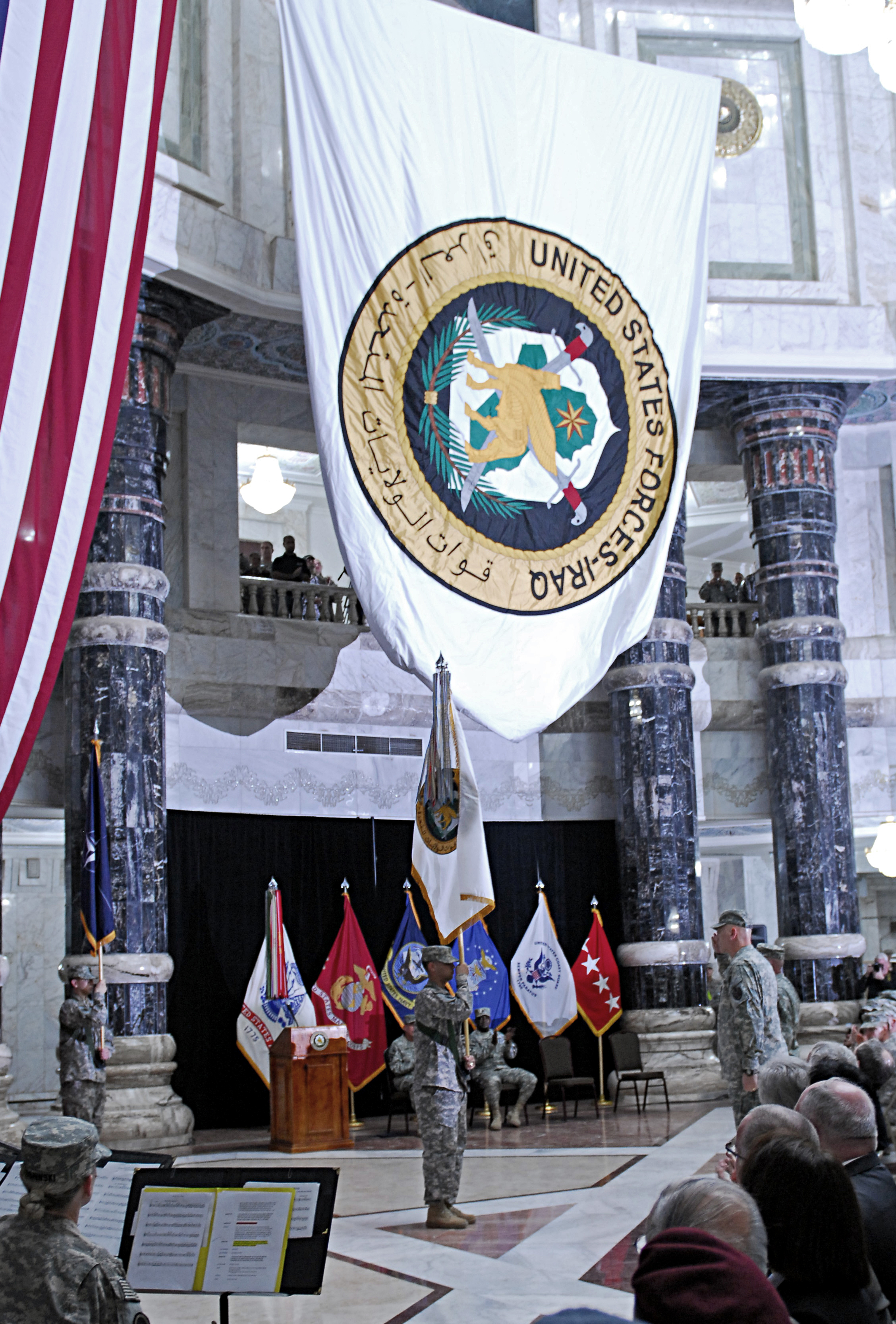
الجنرال ريموند أوديرنو من الجيش الأمريكي يحيي علم القوات الأمريكية في العراق في يناير 2010.

- 1 يناير 2009 – دخلت اتفاقية بقاء القوات الأمريكية في العراق حيز التنفيذ، وأعطت الحكومة العراقية المسؤولية القانونية للحفاظ على الأمن وتوفيره لجميع أفراد شعبها. حيث كان يوجد ما يقرب من 150 ألف جندي أجنبي في العراق.[2]
- 28 يونيو 2009 – لم تعد القوات الأجنبية متمركزة داخل أي من المدن العراقية الرئيسية. وأعلنه رئيس الوزراء العراقي نوري المالكي عطلة وطنية في ذلك الوقت.
- 31 يوليو 2009 – أكملت آخر المجموعات الكبيرة من القوات الأجنبية غير الأمريكية انسحابها من العراق.
- 1 يناير 2010 – تم دمج القيادات الرئيسية لقوات متعددة الجنسيات في العراق وفيلق متعدد الجنسيات في العراق والقيادة الانتقالية الأمنية متعددة الجنسيات في العراق، في القيادة الموحدة لقوات الولايات المتحدة - العراق، مما قلل العدد الإجمالي بنسبة 41٪. قرابة 112 ألف جندي أمريكي في العراق.[3]
- 7 مارس 2010 – أجرى العراق انتخابات برلمانية، وهي الثانية له بموجب دستوره الديمقراطي، وتعتبر معلما هاما للنظام السياسي العراقي الشاب، وهذا ترك ما يقرب من 96000 جندي أمريكي في العراق.[4]
- 1 سبتمبر 2010 – أوقفت القوات الأمريكية جميع العمليات القتالية، وانتقلت إلى دور تقديم المشورة والتدريب والمساعدة. واختتمت عملية تحرير العراق (كما يسموها) رسمياً، وتستمر مهمة تقديم المشورة والمساعدة في إطار عملية الفجر الجديد.[5] بوجود 49700 جندي أمريكي في العراق.[3]
- 31 ديسمبر 2011 – القوات الأمريكية تكمل انسحابها من العراق، ولا تترك قوات عسكرية أمريكية في البلاد. ثم تولت القوات المسلحة العراقية والأجهزة الأمنية الأخرى، بما في ذلك وزارة الداخلية العراقية، جميع المسؤوليات الأمنية. وتولى مكتب التعاون الأمني داخل سفارة الولايات المتحدة في بغداد ما تبقى من تدريب وزارة الدفاع، ومبيعات المعدات، ووظائف الدعم والمتابعة.[6]

## روابط خارجية
- الموقع الرسمي